# Teoría de la argumentación jurídica
La teoría de la argumentación jurídica se refiere a los estudios jurídico-filosóficos que esgrimen las diversas corrientes de pensamiento respecto al contenido de las premisas argumentativas, desde la perspectiva de los operadores del Derecho.

## Teorías precursoras de la argumentación jurídica
Respecto de la argumentación jurídica, se puede esbozar la siguiente evolución histórica hasta que de lo contrario sea esclarecido dicho diálogo con argumentos que respalden dicho argumento. 
- El Estado absolutista: antes del siglo XIX, el juez no motivaba porque actuaba en nombre del rey.
- El Estado de derecho: surgieron los sistemas parlamentarios. Los jueces eran simples aplicadores de la ley, solo interpretaban gramaticalmente la ley.
- El Estado constitucional de derecho: además de interpretar literalmente la norma, lo hacía de manera sistemática.
- Estado social de derecho: es la interpretación funcional, en el cual la ley se interpretara de acuerdo a sus fines, contexto histórico que se dio, intención del legislador. Por sus consecuencias, entre otros, la legitimación de los jueces depende de su argumentación para resolver los juicios.[2]

### Perelman y la Nueva Retórica
Seguidos en sus inicios de la lógica formal, los estudios posteriores del filósofo belga Chaïm Perelman respecto a la Justicia lo llevaron a proponer una serie de criterios valorativos subjetivos, que pueden variar según el tipo de sociedad, ideología, tiempo y ámbito de aplicación.

### La lógica informal de Toulmin
Stephen Toulmin, filósofo británico, es autor de El puesto de la razón en la ética (1950) y de la trilogía La comprensión humana, cuya publicación inició en 1972, acerca de la idea de racionalidad.

### La tópica jurídica de Theodor Viehweg
Theodor Viehweg, filósofo alemán, conceptualizó la Tópica de Aristóteles como una serie de puntos de vista utilizados y aceptados en todas partes, que se esgrimen a favor o en contra y que el expositor debe seleccionar para potenciar una determinada tesis.

## Teoría estándar de la argumentación jurídica de Robert Alexy
En la práctica, el argumento jurídico es uno de los más frecuentes y reviste una gran importancia en el ámbito jurisdiccional, pues con él se recurre a la jurisprudencia y a la doctrina que son sus vertientes principales. La teoría de la argumentación o del debate abraza las artes y las ciencias del debate civil, dialéctica parlamentaria, diálogo, conversación y, por supuesto, la persuasión. Estudia las reglas de la inferencia, la lógica y las reglas de procedimiento en ambos sistemas. La argumentación se preocupa principalmente de llegar a conclusiones a través del razonamiento lógico, es decir, afirmaciones basadas en premisas. Aunque en la teoría de la argumentación se incluye el debate y la negociación, las cuales están dirigidas a alcanzar unas conclusiones de mutuo acuerdo aceptables, su principal motivación se circunscribe a la rama del debate social en el que la victoria sobre un oponente es el principal objetivo. Este arte y ciencia es con frecuencia el medio por el cual algunas personas protegen sus creencias o propios intereses en un diálogo racional, en simples coloquios o durante el proceso de argumentación o defensa de ideas. La argumentación es usada en la ley, en los juicios, para probar y comprobar la validez de ciertos tipos de evidencias. Los estudiantes de argumentación estudian las racionalizaciones post hoc mediante las cuales un individuo organizado puede justificar decisiones que han sido realizadas de forma irracional.
Una de las definiciones de este tipo de argumento es la que propone Perelman en su Tratado de la argumentación, cuando menciona: «El argumento de prestigio que se caracteriza con más claridad es el argumento jurídico, el cual utiliza actos o juicios de una persona o de un grupo de personas como el medio de prueba a favor de una tesis».
A tal efecto, pueden considerarse las siguientes tesis como ejemplos de argumento de autoridad por el órgano que emite las tesis, en este caso el Tribunal Pleno de la Suprema Corte de Justicia de la Nación, quien emite su criterio revistiéndolo de los juicios que lo sustenten. Así, por ejemplo: «Los anteriores argumentos son fundados y suficientes para revocar la sentencia que se revisa, atendiendo a que el Tribunal del Pleno ha venido sustentando el criterio en el sentido de que la inconstitucionalidad de una ley no deriva de su contradicción con otra ley ordinaria, sino de su pugna con la Constitución Federal, ello, con independencia que con motivo de la citada contradicción que se aduce se invocan como infringidas las garantías de legalidad y seguridad jurídica, pues tal infracción solo se reclama en vía de consecuencia, pero no como una violación directa a un precepto constitucional».
Una de las críticas que se le ha hecho a Robert Alexy sobre su teoría del discurso, es que en la rama jurídica, no es necesario que el hablante crea lo que está defendiendo o argumentando, porque de todos los abogados es conocido que podrían estar defendiendo y argumentando a favor de su cliente, sin necesariamente creer en su causa, o en algún caso, defenderlo sabiendo que es culpable.

## Manuel Atienza y la nueva teoría de la argumentación jurídica

### En Iberoamérica
En Iberoamérica, apartándose de Wilfredo Pareto, Robert Alexy y Atienza, se está desarrollando una postura que distingue entre la Argumentación Jurídica del Juez Inquisitivo frente a la Argumentación Jurídica para un modelo procesal adversarial donde interesa el debate crítico como medio para solucionar o esclarecer el conflicto.
Leandro Vergara, profesor de la Universidad de Buenos Aires, Argentina (UBA), ha desestimado la teoría paretiana de Alexy (Ponderación de Principios), por cuanto ha desarrollado un método en que prueba que la ponderación es un sistema de privilegio y sacrificio, o sea que el fin no justifica los medios, lo cual no es correcto para América Latina y los países en desarrollo, donde la concentración de la riqueza es en unas pocas personas, y no puede seguir privilegiando a estas en desamparo del resto del pueblo, que es el 99 por ciento de la población, lo cual sigue generando violencia y resentimiento: al privilegiar un principio, otro queda sin amparar, lo cual genera desequilibrio, insequidad.